# Saint-Georges-sur-Arnon

Saint-Georges-sur-Arnon este o comună în departamentul Indre, Franța. În 1 ianuarie 2022 avea o populație de 554 de locuitori.